# Hoàng Thanh Trang
Hoàng Thanh Trang (ur. 25 kwietnia 1980 w Hanoi) – węgierska szachistka pochodzenia wietnamskiego, posiadaczka męskiego tytułu arcymistrza (od 2006 roku).

## Kariera szachowa
Wielokrotnie reprezentowała Wietnam w mistrzostwach świata juniorów, osiągając sukcesy medalowe, m.in. podzieliła II-IV miejsce w Duisburgu (1992, w kategorii do lat 12) oraz zajęła III miejsce w Bratysławie (1993, do lat 14). Największy sukces osiągnęła w roku 1998 w Kozhikode, zdobywając tytuł mistrzyni świata juniorek do lat 20. Od roku 1995 uczestniczy w rozgrywkach o tytuł mistrzyni świata. W rozegranym wówczas w Kiszyniowie turnieju międzystrefowym zajęła XXI m. wśród 52 zawodniczek. Trzykrotnie startowała w mistrzostwach świata rozgrywanych systemem pucharowym, nie osiągając jednak sukcesów (w latach 2001 i 2004 odpadła w II rundzie, natomiast w 2000 r. - w I). Dwukrotnie zdobyła medale indywidualnych mistrzostw Azji: złoty (Udajpur 2000) oraz brązowy (Kalkuta 2003). W 2013 r. zdobyła w Belgradzie tytuł indywidualnej mistrzyni Europy.
Pomiędzy 1994 a 2008 siedmiokrotnie wystąpiła na szachowych olimpiadach (5 razy w zespole Wietnamu oraz dwa – w drużynie Węgier). Najlepszy wynik indywidualny uzyskała w roku 2002 w Bledzie, zdobywając dwa medale: złoty za najlepszy wynik na I szachownicy (8½ pkt z 11 partii) oraz brązowy (za uzyskany wynik rankingowy), natomiast drużynowy - w roku 2006 w Turynie, gdzie szachistki węgierskie zajęły V miejsce.
Corocznie jest stałą uczestniczką cyklicznych turniejów First Saturday w Budapeszcie, w których triumfowała bądź podzieliła I miejsca w latach 1994, 1999 (dwukrotnie) i 2003. W tym samym roku podzieliła II miejsce (za Humpy Koneru) w mistrzostwach Azji kobiet, rozegranych w Kalkucie. W 2005 podzieliła I miejsce w kołowym turnieju Elekes Memorial w Budapeszcie.
Od 2006 r. na arenie międzynarodowej reprezentuje Węgry. W tym również roku została trzynastą kobietą w historii, której Międzynarodowa Federacja Szachowa przyznała tytuł arcymistrza.
Najwyższy ranking w dotychczasowej karierze osiągnęła 1 listopada 2013 r., z wynikiem 2511 punkty zajmowała wówczas 12. miejsce na światowej liście FIDE, jednocześnie zajmując 2. miejsce (za Judit Polgár) wśród węgierskich szachistek.